# Bor (Serbien)
Bor (serbisch-kyrillisch Бор) ist eine Stadt mit 34.160 Einwohnern in Serbien und Standort einer der größten Kupferminen Europas. Die Stadt ist der Verwaltungssitz des Okrug Bor und der Opština Bor. Der Name Bor bedeutet aus dem Serbischen wörtlich übersetzt die Pflanze Kiefer.

## Geografie
Bor ist eine Stadt in der Timočka Krajina. Sie ist umgeben von einigen Kurorten wie Banjsko Polje und Brestovačka Banja sowie dem Bor-See und den Bergen Stol und Crni Vrh (Schwarze Spitze). In der Nähe befindet sich eine der größten Höhlen auf dem Balkan, die Lazareva pećina (Lazarus-Höhle).

## Geschichte
Bereits in der Bronzezeit, 2200 bis 800 v. Chr., fand in der Gegend um Bor die Kupfergewinnung statt. Es wurden entsprechende Öfen sowie Gräber gefunden.
Im Jahre 1835 besuchte August von Herder auf Einladung von Fürst Miloš Obrenović die Region Bor, um geologische Untersuchungen durchzuführen. Im Jahre 1914 war der Geologe Conrad Schlumberger in der Region Bor.
In den Jahren 1911 bis 1912 wurde die orthodoxe Kirche St. Georg erbaut.
Seit 1947 hat Bor den Status einer Stadt inne.
Während der Operation Allied Force im Frühjahr 1999 beschossen Kampfflugzeuge Chemieanlagen in Pančevo, Novi Sad und Bor.

## Wappen
Der schräg geteilte Schild zeigt rechts oben einen grünen Kiefernbaum mit braunem Stamm auf gelbem Grund.

## Wirtschaft
In Bor befindet sich eines der größten Kupfervorkommen Europas. Im Jahre 1903 wurde das Areal mit dem Kupfervorkommen vom Industriellen Georg Weifert gekauft und im Juni 1904 die Kupfermine mit französischer Beteiligung eröffnet. 1914 bis 1922 leitete Friedrich Wilhelm Kegel das Bergwerk.
Am 27. März 1941 befahl Hitler (Weisung Nr. 25) den Angriff auf Jugoslawien. In der Weisung des Führers wurde erwähnt, dass die Besitznahme der Kupfergruben von Bor aus wehrwirtschaftlichen Gründen wichtig sei. Im Jahre 1943 wurden ungarisch-jüdische Zwangsarbeiter in Bor inhaftiert. Die Kupferminen deckten 50 Prozent des Kupferbedarfs der deutschen Rüstungsindustrie ab.
2018 übernahm die chinesische Zijin Mining Group mit ihrer Tochterfirma Zijin Bor Copper den noch aus sozialistischen Zeiten stammenden Bergbaubetrieb von Bor. Die mit dem Kupferabbau und nachfolgender Verarbeitung einhergehenden Emissionen führen zu gravierenden Beeinträchtigungen der Wasser-, Luft- und Bodenqualität.
Die Kupferminen von Bor sind der wichtigste Arbeitgeber in der Region. Zudem gewinnt auch der Tourismus immer mehr an Bedeutung.

## Verkehr
Bor liegt an der Bahnstrecke Vražogrnac–Mala Krsna.

## Demographie

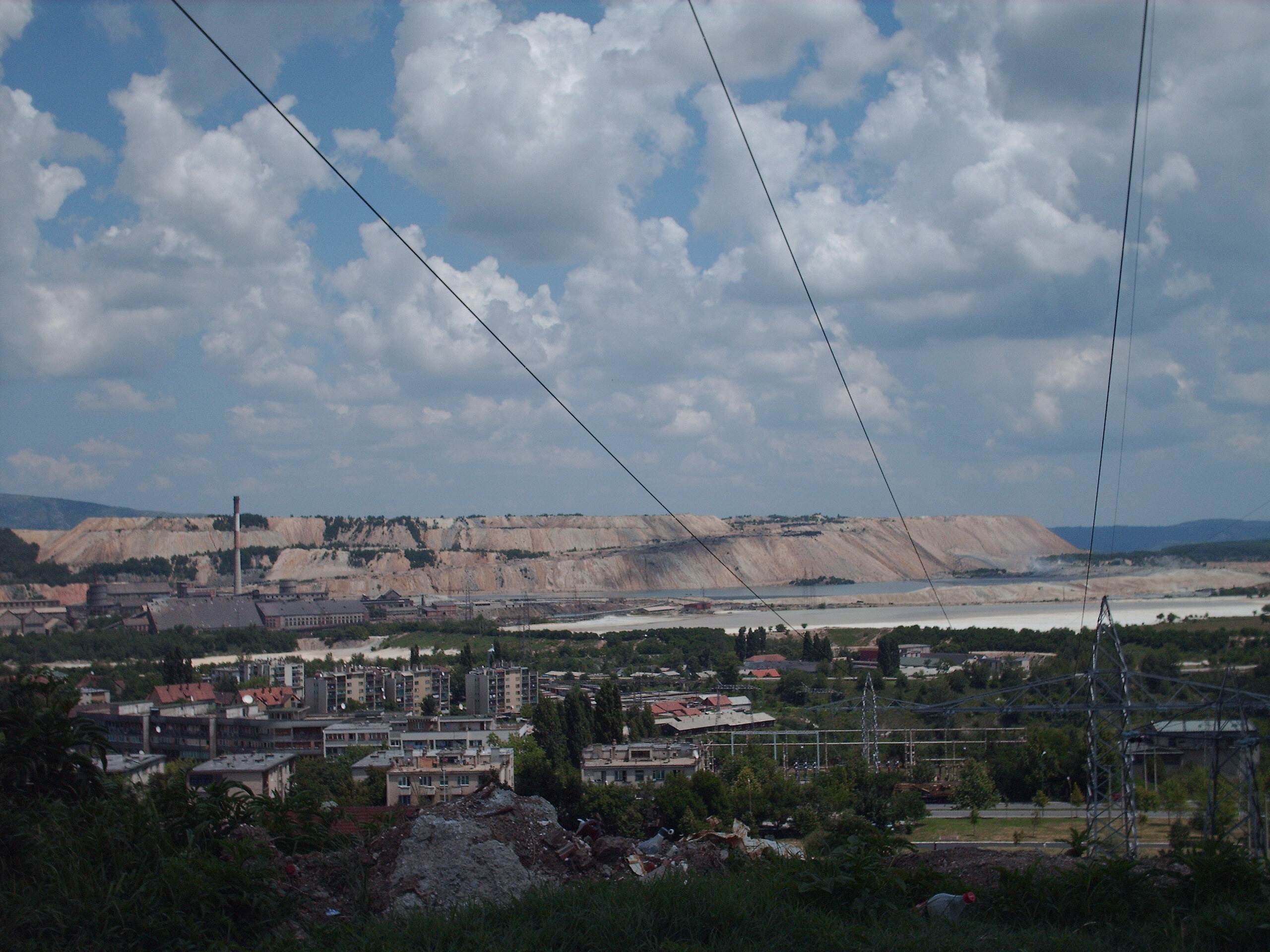
Panorama der Stadt Bor

Frühere Volkszählungen:
- 1931:  4.749
- 1948: 10.823
- 1953: 14.244
- 1961: 18.496
- 1971: 29.118
- 2002: 39.387

### Partnerstädte
Bor unterhält Städtepartnerschaften mit folgenden Städten:
- Bar, Montenegro
- Le Creusot, Frankreich
- Chmelnyzkyj, Ukraine
- Kitwe, Sambia
- Wraza, Bulgarien

### Wappen und Flagge

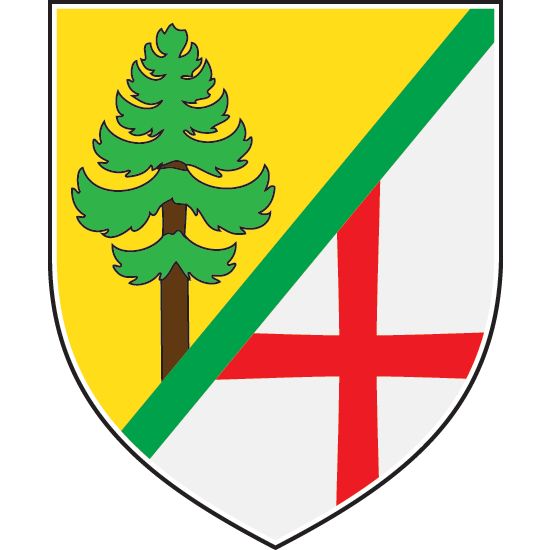
Kleines Wappen
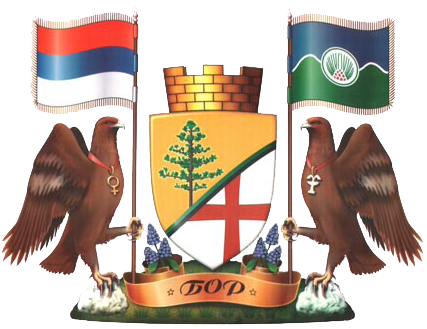
Großes Wappen
Flagge

## Söhne und Töchter der Stadt
- Nikola Šainović (* 1948), Politiker
- Miloš Kostadinović (* 1988), Handballspieler
- Teya Dora (* 1992), Sängerin und Songwriterin
- Nikola Trujić (* 1992), Fußballspieler